# Akce Javor

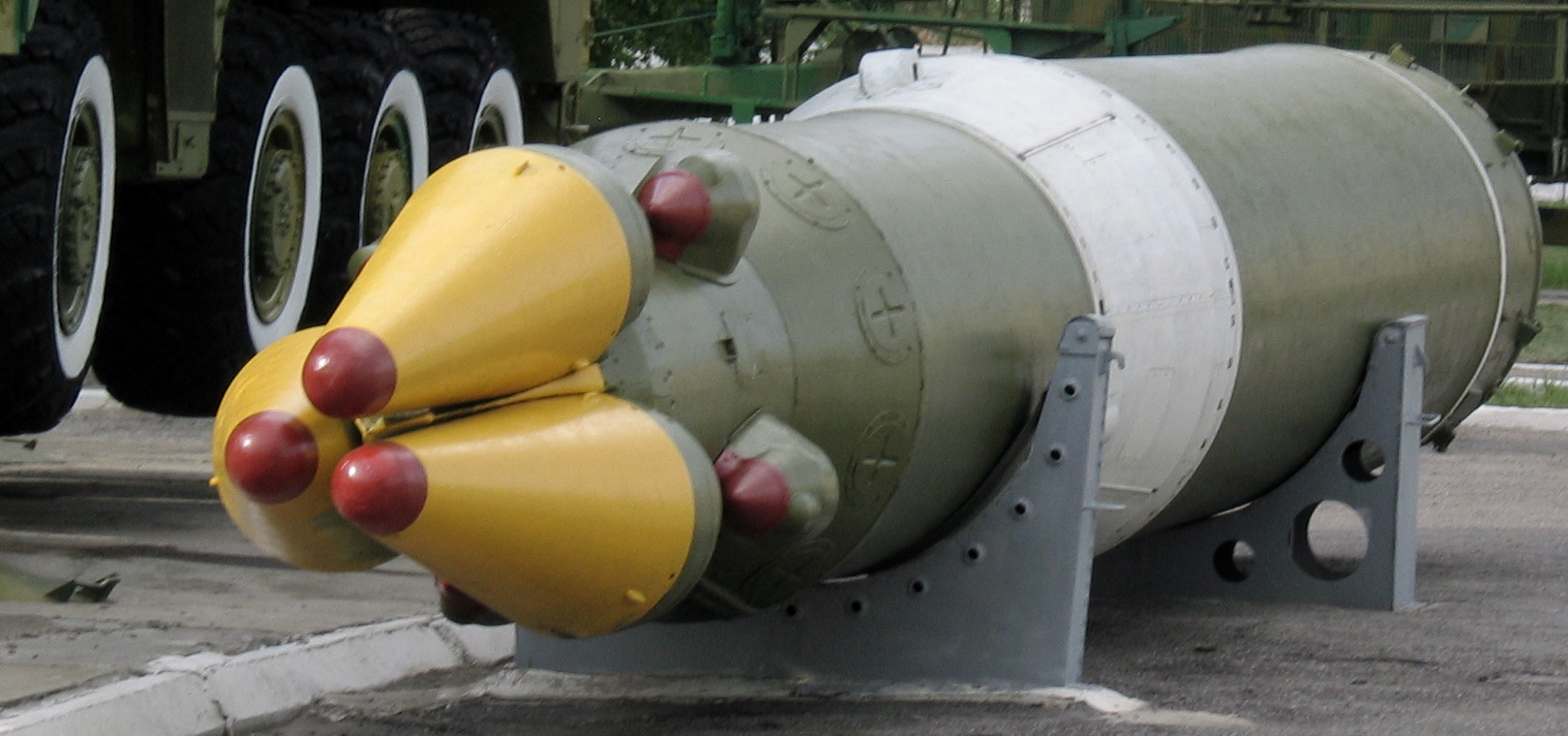
Sovětská balistická raketa středního doletu s jadernou hlavicí

Akce Javor byl společný armádní projekt Československa a Sovětského svazu, jehož předmětem bylo vybudování objektů sloužících k uložení speciálních (jaderných) bojových hlavic sovětské výroby na území Československa, které by byly v případě válečného konfliktu mezi Východem a Západem k dispozici pro použití československými raketovými vojsky.
15. prosince 1965 podepsala československá a sovětská strana přísně tajnou Dohodu o opatřeních ke zvýšení bojové pohotovosti raketových vojsk. V článku I. této dohody obě strany jasně prohlašují, že se rozhodly umístit jadernou munici na území Československé socialistické republiky a za tím účelem vybuduje československá strana na základě sovětských projektů tři speciální objekty, do kterých pak sovětská strana uloží jadernou munici.
Na základě této dohody byly pak na území ČSSR v letech 1966 až 1969 vybudovány tři zvláštní objekty (Javor 50 asi 8 km jihovýchodně od Bíliny, Javor 51 asi 2,5 km severně od Borovna a Míšova ve VVP Jince, Javor 52 asi 4 km severně od Bělé p. B. ve VVP Ralsko). Poslední objekt byl dán do užívání sovětské straně na konci roku 1969. Sklady pro jadernou munici byly železobetonové, zapuštěné v zemi a na zničení takového objektu nepřítelem by byla nutná jaderná nálož o síle 3 megatuny. Objekty měly kompletní zázemí: budovy štábu, bytovky, tělocvičnu, garáže apod. Československo po celou dobu existence těchto tajných skladů zajišťovalo bezplatně dodávku elektřiny, vody a paliva.
Existence těchto objektů byla předmětem přísného utajení. Za tím účelem byla vypracována krycí legenda - objekty byly podle oficiální verze spojařské. Celkový počet sovětských vojáků byl stanoven na 660, kromě toho zde byli také občanští pracovníci a rodinní příslušníci. U každého objektu byla také zabezpečovací jednotka ČSLA s 9 vojáky, ostatní osazenstvo bylo výhradně sovětské. V případě válečného konfliktu se Západem by sovětská strana vydávala jadernou munici československým raketovým vojskům.
Sovětská armáda tyto objekty využívala až do svého odchodu z území Československa v roce 1990, kdy byly předány československé straně. Není prokázáno, zda byly v těchto skladech jaderné hlavice někdy skutečně uloženy. Československo se v případě válečného konfliktu mělo proměnit v jaderné bojiště a přední obrannou linii. Naopak první útočná linie měla vycházet z MLR a NDR. Životnost ČSLA byla odhadována na 72 h. Dále se s její účastí v bojích nepočítalo.[zdroj⁠?!]
V objektu Javor 51 v Brdech mezi obcemi Míšov a Borovno je od roku 2013 otevřeno muzeum studené války - Atom muzeum, o jehož vznik se přičinila skupina dobrovolných nadšenců sdružených v Nadaci železné opony.